# Peterskirche (Püchau)

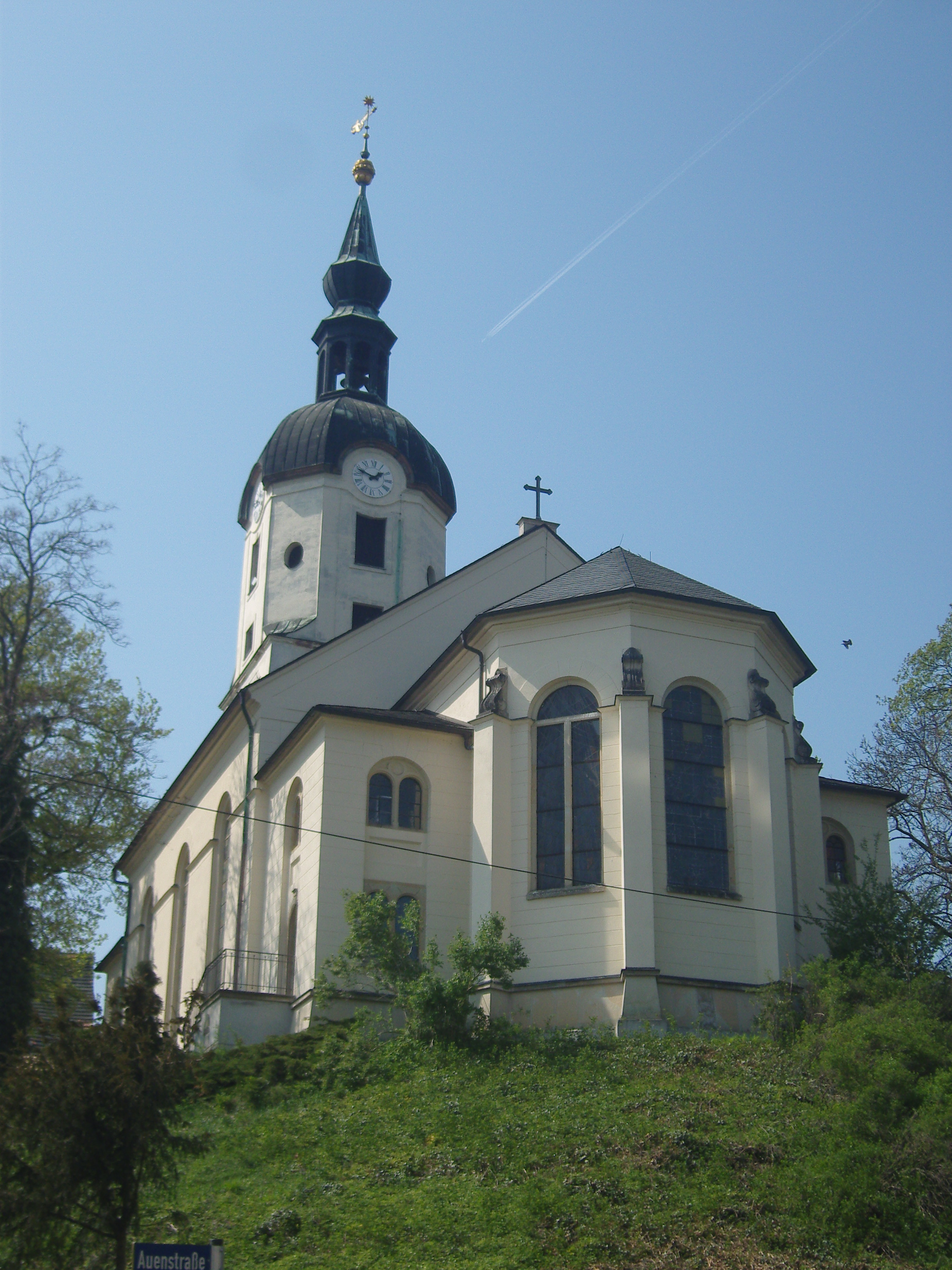
Peterskirche zu Püchau (2011)

Die Peterskirche zu Püchau in Machern, Landkreis Leipzig, ist eine evangelisch-lutherische Kirche und der einzige Sakralbau des Ortsteils Püchau. Sie steht mitten im Ort auf einem Hügel und ist von einem kleinen historischen Friedhof umgeben.

## Geschichte
Es gab womöglich schon zu der Zeit um das Jahr 924, als Heinrich I. nach Püchau floh, auf dem Kirchberg eine erste Kapelle mit dem Patrozinium des Heiligen Petrus.
Um 1565 gab es einen Kirchenneubau, von dem der untere viereckige Teil des Kirchturms überdauert hat.

## Kirchengebäude
Die Peterskirche in ihrer jetzigen Erscheinung aus dem Jahr 1869 entstand nach Plänen des Leipziger Architekten Johann Ernst Wilhelm Zocher. Der untere Teil des 44 Meter hohen Kirchturms stammt aus der Zeit von 1565 und hat damit das vorige, abgetragene Gotteshaus aus dem Jahr 1684 überlebt. Die Peterskirche ist eine neoromanische Saalkirche samt Elementen von Barock und Historismus.
Der Baukörper ist ein Putzbau mit stark eingezogenem Chor mit 5/8-Schluss, Patronatslogen und Rundbogenfenstern. Der Westturm mit Haube, Laterne und hoher Spitze steht auf quadratischem Grundriss. Eingangshalle und Treppenhaus sind angebaut, der Innenraum ist flachgedeckt. Es gibt eine dreiseitige Empore. Der Chor  hat Kreuzrippen- und Sterngewölbe.
Das mittlere Fenster des Altarraumes zeigt als Glasmalerei die Himmelfahrt Christi. Das Kirchenschiff bietet 322 Sitzplätze. Unter der Orgelempore gibt es eine Winterkirche.

## Orgel
Die Vorgängerorgel vollendete Gottfried Silbermann im Jahr 1729. Die Orgel hatte 20 Register auf zwei Manualen und Pedal.
Am 23. Dezember 1727 hatten Heinrich von Bünau und Silbermann den Orgel-Bauvertrag unterzeichnet. Zum Preis von 600 Talern kamen von Bünaus Frau 200 Taler aus ihrem Privatvermögen hinzu. Die feierliche Inbetriebnahme war am 15. Oktober 1729. Universitätsmusikdirektor und Nicolaiorganist Johann Gottlieb Görner übernahm Prüfung und Abnahme der Orgel.
1852 reparierte Nicolaus Schrickel aus Eilenburg die Orgel und setzte das Register Violon 8′ im Pedal ein. 1868 und 1869 baute Conrad Geißler aus Eilenburg die Orgel in den Kirchenneubau ein. Den Orgelprospekt bemalte und vergoldete Kunstmaler Gottfried Rämpe aus Wurzen.
Der Mittelteil der heutigen Orgel steht im stark veränderten Prospekt Silbermanns. Er wurde von Jehmlich seitlich erweitert und hat ein Gitterwerk statt Prospektpfeifen. Der Spieltisch wurde 1923 angebaut.
1923 entstand der Orgelneubau, gefertigt von Gebrüdern Bruno und Emil Jehmlich aus Dresden als Opus 392. Orgelweihe war am 25. Februar 1923. Eine Sanierung der Orgel ist bis 2023 zum hundertjährigen Jubiläum geplant.
Diese Orgel hat 20 Register (darunter eine Transmission) auf zwei Manualen und Pedal. Die Disposition lautet wie folgt:
| I Hauptwerk C–g3 |               |     |
| 1.               | Bordun        | 16′ |
| 2.               | Principal     | 8′  |
| 3.               | Hohlflöte     | 8′  |
| 4.               | Gamba         | 8′  |
| 5.               | Salicional    | 8′  |
| 6.               | Octave        | 4′  |
| 7.               | Gemshorn      | 4′  |
| 8.               | Octave        | 2′  |
| 9.               | Mixtur II–III |     |

| II Schwellwerk C–g3 |                 |    |
| 10.                 | Geigenprinzipal | 8′ |
| 11.                 | Violine         | 8′ |
| 12.                 | Vox coelestis   | 8′ |
| 13.                 | Aeoline         | 8′ |
| 14.                 | Rohrflöte       | 4′ |
| 15.                 | Fugara          | 4′ |
| 16.                 | Piccolo         | 2′ |

| Pedal C–f1 |                     |     |
| 17.        | Violonbass          | 16′ |
| 18.        | Subbass             | 16′ |
|            | Gedacktbaß (aus HW) | 16′ |
| 19.        | Violoncello         | 8′  |

- Koppeln: II/I, II/I Super, I/P, II/P
- Spielhilfen: Feste Kombinationen (FF, F, MF, P), eine freie Kombination, Absteller für Handregister, Crescendo, Pianopedal

## Kirchgemeinde
Mit Wirkung vom 1. Januar 2020 gründeten die Evangelisch-Lutherischen Kirchgemeinden Borsdorf-Zweenfurth, Gerichshain-Althen und Panitzsch (seit 1. Januar 2020: Vereinigte Evangelisch-Lutherische Kirchgemeinde Parthenaue-Borsdorf), die Evangelisch-Lutherische St.-Nikolai-Kirchgemeinde Machern und die Evangelisch-Lutherische Kirchgemeinde Püchau-Bennewitz (seit 1. Januar 2020: Vereinigte Evangelisch-Lutherische Kirchgemeinde Machern-Püchau-Bennewitz), die Evangelisch-Lutherische Kirchgemeinde Brandis-Polenz und die Evangelisch-Lutherische Kirchgemeinde Beucha-Albrechtshain im Kirchenbezirk Leipziger Land der Evangelisch-Lutherischen Landeskirche Sachsens ein Schwesterkirchverhältnis. Trägerin der gemeinsamen Pfarrstellen und anstellende Kirchgemeinde gemäß Kirchgemeindestrukturgesetz (§ 2 Abs. 3) ist die Evangelisch-Lutherische Kirchgemeinde Parthenaue-Borsdorf.

## Pfarrer
| - 1534: Wolf Lungwitz - 1540: Leonhard Heiligmeyer - 1572: Hieronymus Kirchberger - 1597: Melchior Burkhart - 1614: Martin Wirth - 1628: Eustachius Müller - 1645: Georg Wirth - 1681: Johann Jakob Straube - 1684: Gottfried Riedel - 1713: Friedrich Ehrenreich Weiner - 1731: Johann Christian Bernhard - 1733: Gotthelf Ehrenfried Lechla - 1740: Balthasar Erdmann Heinsius - 1773: Johann Friedrich Hillig | - 1794: Gottfried Sigismund Jaspis - 1824: Heinrich August Trübenbach - 1846: Adolf Bernhard *Karl Großmann - 1857: Karl Gottfried Gebhardt - 1878: Georg William Florey - 1916: Karl Friedrich Moritz Magirius - 1926: Julius Hermann *Friedrich Klaholz - 1966: Edgar Arnold - 1980: Wolfgang Pfüller - 1991: Martin Handschuh - [...]: Gottfried Süß - 2007: Barbara Lötzsch - 2020: Lydia Messerschmidt |

## Varia

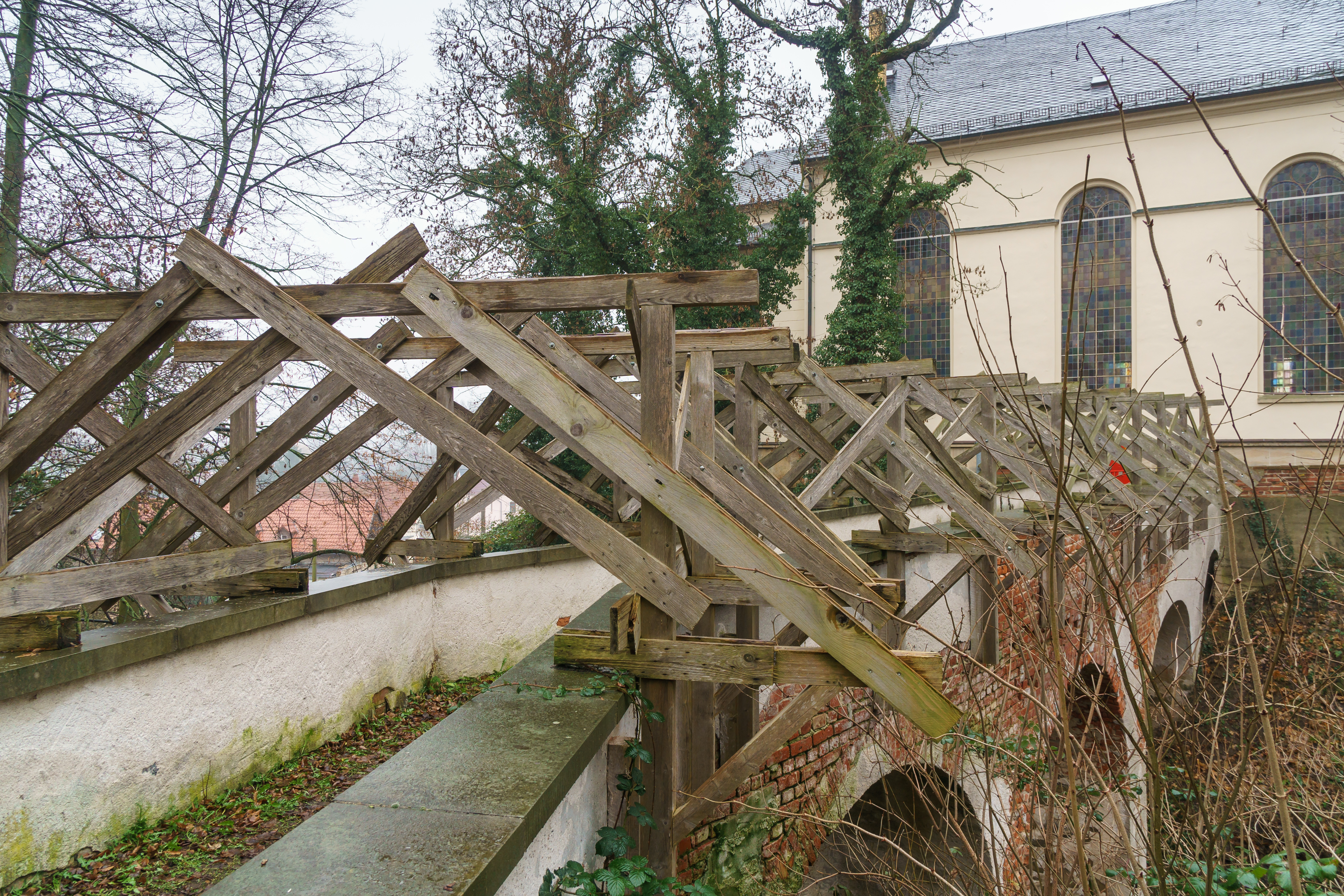
Petersbrücke in Püchau, Sachsens älteste Steinbogenbrücke. (2020)

- Jahrhundertelang regen Kontakt gab es mit den Bewohnern im benachbarten Schloss Püchau.
- Die Kirchbrücke Püchau, auch Petersbrücke genannt, verbindet Kirche und Schloss. Sie ist Sachsens älteste Steinbogenbrücke und muss dringend saniert werden.[11][12]